# لوکرسیا مارتل
لوکرِسیا مارتل (اسپانیایی: Lucrecia Martel‎؛ زادهٔ ۱۴ دسامبر ۱۹۶۶) کارگردان، فیلم‌نامه‌نویس و تهیه‌کننده آرژانتینی است.
به گفتهٔ جوئل پُبلتی که برای مجلهٔ سینمایی مابوزه می‌نویسد، لوکرسیا مارتل یکی از اعضای به اصطلاح موج نوی سینمای آرژانتین است که در سال ۱۹۸۸ شروع شد.

## زندگی‌نامه
مارتل در آولاندا اکسپریمنتال (AVEX) تحصیل کرد و سپس در مدرسه فیلم‌سازی تجربی ملی (ENERC) در بوینس آیرس شرکت کرد. از آن‌جا که مدرسهٔ فیلم او به دلیل کمبود بودجه بسته شد، او معتقد است که فیلم‌سازی را به صورت خودآموخته یادگرفته است. مارتل می‌گوید: «من فیلم تماشا کردم، کتاب خواندم، نوشتم. ذهنم آزاد بود. چون مجبور بودم.»
مارتل بین سال‌های ۱۹۸۸ تا ۱۹۹۴ چند فیلم کوتاه کارگردانی کرد.
فیلم کوتاه پادشاه مرده (به اسپانیایی: Rey Muerto) که برندهٔ جوایزی شد بخشی از پروژهٔ داستان‌های کوتاه ۱ بود.
اولین فیلم بلند او مرداب چندین جایزهٔ بین‌المللی کسب کرد، و در یک نظرسنجی که میان منتقدان، برنامه‌ریزان و متخصصان صنعت فیلم منطقهٔ نیویورک برگزار شد به عنوان بهترین فیلم آمریکای لاتینی دهه انتخاب شد. دختر مقدس برای رقابت در جشنواره فیلم کن ۲۰۰۴ انتخاب شد و در همان نظرسنجی رتبهٔ نهم را به دست آورد، در حالی که زن بی‌سر برای بخش مسابقهٔ جشنواره فیلم کن ۲۰۰۸ انتخاب شد و هشتم شد. علاوه بر این جیمز کوانت از آرت فروم اعلام کرد زن بی‌سر «یکی از بهترین فیلم‌های دهه» است.
مارتل عضو هیئت داوران بخش فیلم‌های بلند جشنواره فیلم کن ۲۰۰۶ بود.

## فیلم‌شناسی
| سال  | عنوان             | توضیحات          |
| ---- | ----------------- | ---------------- |
| ۱۹۸۸ | ال ۵۹             | فیلم کوتاه       |
| ۱۹۸۹ | طبقهٔ بیست و چهارم | فیلم کوتاه       |
| ۱۹۹۱ | بوسه‌های سرخ       | فیلم کوتاه       |
| ۱۹۹۵ | پادشاه مرده       | فیلم کوتاه       |
| ۱۹۹۵ | دی. ان.آی.        | مجموعه تلویزیونی |
| ۲۰۰۲ | مرداب             | فیلم بلند        |
| ۲۰۰۴ | دختر مقدس         | فیلم بلند        |
| ۲۰۰۸ | زن بی‌سر           | فیلم بلند        |
| ۲۰۱۷ | ساما              | فیلم بلند        |

## جوایز
برنده
- جشنواره فیلم هاوانا: مرجان بهترین فیلم کوتاه؛ برای پادشاه مرده؛ ۱۹۹۵
- جشنواره فیلم ساندنس: جایزه ان‌اچ‌کی؛ برای مرداب، (آمریکای لاتین)؛ ۱۹۹۹
- جشنواره‌ی بین‌المللی فیلم اروگوئه: جایزه بهترین فیلم اول - تقدیر ویژه؛ برای مرداب، ۲۰۰۱
- جشنواره فیلم آمریکای لاتین تولوز: جایزه کشف منتقدان فرانسوی؛ جایزه بزرگ؛ برای مرداب؛ ۲۰۰۱
- جشنواره فیلم هاوانا: بهترین کارگردان؛ مرجان بزرگ- جایزه اول؛ برای مرداب؛ ۲۰۰۱
- جشنواره بین‌المللی فیلم برلین: جایزه آلفرد بائر؛ برای مرداب؛ ۲۰۰۱
- جایزه انجمن منتقدان فیلم آرژانتین: کُندُر نقره‌ای؛ بهترین فیلم اول؛ برای: مرداب؛ ۲۰۰۲
- جایزه کلارین اینترتینمنتز: جایزه کلارین برای بهترین کارگردان؛ برای دختر مقدس؛ ۲۰۰۴
- جشنواره بین‌المللی فیلم سائو پائولو: جایزه منتقدان - تقدیر شده؛ برای دختر مقدس؛ ۲۰۰۴

نامزد
- جشنواره بین‌المللی فیلم برلین: خرس طلایی برلین؛ برای مرداب؛ ۲۰۰۱
- جایزه انجمن منتقدان فیلم آرژانتین: کُندُر نقره‌ای؛ بهترین کارگردان، بهترین فیلم‌نامهٔ غیراقتباسی؛ برای مرداب؛ ۲۰۰۲
- جشنواره فیلم کن: نخل طلایی؛ برای دختر مقدس؛ ۲۰۰۴